# Dirk van Foreest (1676-1717)

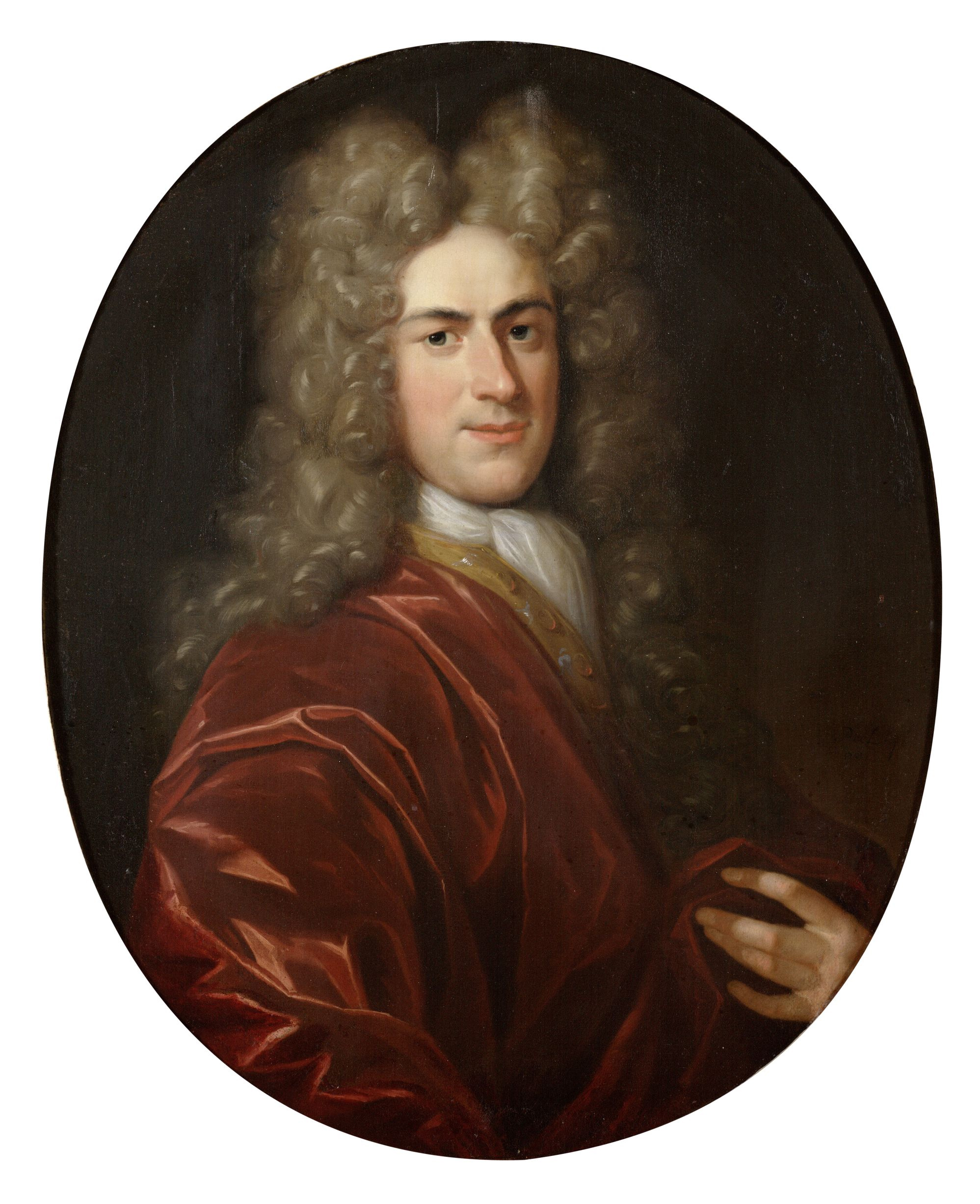
Dirk van Foreest (1701)

Dirk van Foreest (Hoorn, 3 augustus 1676 – aldaar, 7 december 1717) was onder meer vroedschap en burgemeester van Hoorn, (tweede) secretaris van de Gecommitteerde Raden van Holland in het Noorderkwartier en bewindhebber van de Verenigde Oost-Indische en de  Geoctroyeerde West-Indische Compagnie. Tevens was hij hoofdingeland van de Heerhugowaard, de Schermer en de Purmer.
Dirk van Foreest werd geboren als zoon van Jacob van Foreest (1640-1708) en Maria Sweers (1649-1720). In 1697 promoveerde hij in de rechten aan de Universiteit van Franeker. Op 21 november 1700 trouwde hij te Hoorn met Eva Maria de Groot (1677-1706), dochter van Cornelis de Groot en Maria Teding van Berkhout. Zij kregen één dochter en twee zoons. De jongste zoon Cornelis zou in zijn vaders voetsporen treden als Hoorns regent. De dochter Eva Maria zou trouwen met de vooraanstaande Hoornse regent Lucas (van Neck) Merens (1698-1770).